# Alfonso Papa
Alfonso Papa (Napoli, 2 gennaio 1970) è un ex magistrato e politico italiano.

## Biografia

### Assistente universitario e magistrato
Dopo un periodo di assistenza in diritto commerciale presso la facoltà di giurisprudenza all'Università Federico II di Napoli, Papa inizia la sua carriera come pubblico ministero presso la Procura di Napoli e svolge anche attività associativa: nel 1999 è candidato alla giunta distrettuale dell'Associazione nazionale magistrati e nel 2000 entra a far parte della giunta nazionale.
Nel 2001 si trasferisce a Roma, dove è stato vice-capo di gabinetto del Ministro della giustizia Roberto Castelli e successivamente direttore generale della Giustizia civile.
Nel 2013, finita l'esperienza di deputato, chiede al Consiglio superiore della magistratura di tornare a fare il magistrato, la cui richiesta viene respinta.

### Deputato PdL
Papa viene eletto alla Camera dei deputati nelle elezioni politiche del 2008 nelle liste del Pdl, al cui gruppo parlamentare aderisce. La sua attività si svolge all'interno della Commissione Giustizia e di quella sulla semplificazione. Viene anche designato come componente della Commissione di inchiesta sulla mafia. Presenta alcune proposte di legge, soprattutto in materia di reati e di processo penale. È stato relatore di diversi provvedimenti in commissione giustizia quali quello relativo all'assegnazione di uditori in sedi disagiate e la prima versione del cosiddetto "ddl svuotacarceri".
Il 7 luglio 2011 a causa delle indagini sulla presunta P4 presenta le dimissioni per questione di opportunità dalla Commissione Giustizia della Camera e l'autosospensione dalla Commissione parlamentare Antimafia. Il 15 luglio 2011 annuncia inoltre la sua autosospensione dal gruppo del PdL alla Camera. Cinque giorni dopo la Camera concede l'autorizzazione all'arresto con 319 voti a favore e 293 contro.
A gennaio 2013 viene escluso dalle liste del partito in Campania in quanto toccato dall'inchiesta P4. Di conseguenza il 24 gennaio 2013 annuncia la sua uscita dal partito e altresì dichiara che darà vita ad un nuovo partito politico.

### Impegno per le carceri
Dopo l'inchiesta sulla P4, ha abbracciato la battaglia per la riforma della giustizia e contro il sovraffollamento carcerario. Insieme ai Radicali si è schierato a favore di un provvedimento di amnistia perché "chi oggi si oppone all'amnistia non si oppone solo a questo ma anche a qualunque speranza di poter riformare la giustizia".
Alfonso Papa ha depositato una proposta di legge per limitare il ricorso alla carcerazione preventiva ai soli reati di sangue e di grave allarme sociale, fissando una serie di garanzie per i detenuti in attesa di giudizio, inclusa la separazione degli spazi destinati a condannati definitivi e non, la durata massima di sei mesi e la presenza obbligatoria del giudice nel corso degli interrogatori.

## Vicende giudiziarie

### Inchiesta P4
A giugno 2011 Alfonso Papa è accusato di favoreggiamento, concussione e rivelazione di segreto d'ufficio nell'ambito dell'inchiesta napoletana sull'associazione P4.
Il 15 luglio 2011 la Giunta per le autorizzazioni della Camera ha dato il via libera a concedere misure cautelari nei confronti del deputato Papa. La Giunta ha approvato la mozione Palomba (IdV) per concedere l'autorizzazione dopo che la relazione Paniz (PdL) contraria alla richiesta era stata ritirata, con 10 favorevoli (PD, IdV, UdC, Fli), nessuno contrario o astenuto e 11 assenti (PdL, Pt, Pri del Gruppo misto) che hanno abbandonato i lavori.
L'Aula si è riunita il 20 luglio e ha deliberato a scrutinio segreto chiesto dal gruppo di Popolo e Territorio sull'arresto del deputato, approvandolo con 319 voti favorevoli e 293 contrari. I gruppi che in dichiarazione di voto hanno espresso parere negativo all'autorizzazione sono stati Il Popolo della Libertà, Popolo e Territorio, Forza del Sud e Partito Repubblicano Italiano mentre a favore hanno espresso parere favorevole sono stati Partito Democratico, Italia dei Valori, Unione di Centro, Futuro e Libertà per l'Italia, Alleanza per l'Italia, Movimento per le Autonomie, Liberal Democratici e Partito Radicale. Non hanno preso parte al voto le minoranze linguistiche (Südtiroler Volkspartei e Autonomie Liberté Démocratie).. Papa si è subito costituito nel carcere di Poggioreale a Napoli.
Il 5 settembre 2011 il GIP del Tribunale di Napoli dispone il giudizio immediato  per Alfonso Papa e Luigi Bisignani. Il 6 ottobre inizia quindi il processo.
Il 31 ottobre 2011 dopo 101 giorni di cella il Tribunale di Napoli revoca le misure cautelari in carcere concedendo gli arresti domiciliari perché non c'è  ”alcun concreto pericolo di inquinamento probatorio”. Il 23 dicembre 2011 Papa ritorna libero con la revoca degli arresti domiciliari dopo 157 giorni di reclusione. Il 7 novembre 2011 la Corte di Cassazione annulla l'ordinanza di arresto del deputato Papa dichiarando l'insussistenza dei presupposti per la custodia cautelare. Viene inoltre annullata definitivamente l'ipotesi associativa.
Il 27 dicembre 2011 il Tribunale di Napoli, prima sezione penale, dichiara l'inutilizzabilità di tutte le intercettazioni, dirette indirette e casuali, riguardanti il parlamentare.
Il 21 gennaio 2012 l'ANM delibera l'espulsione del magistrato fuori ruolo Alfonso Papa dal sindacato delle toghe a causa del "discredito" gettato sull'ordine della magistratura. Papa denuncerà la violazione dello statuto dell'ANM in quanto tale espulsione viene deliberata in assenza di alcuna audizione o contraddittorio, nonostante le ripetute richieste avanzate da Papa, a termini di statuto, in tal senso.
Il 13 aprile 2012 il Tribunale del Riesame presieduto dal giudice Angela Paolelli, conformandosi in sede di rinvio a quanto disposto dalla Cassazione in data 7 novembre 2011, conferma l'illegittimità dell'arresto di Alfonso Papa e rigetta l'appello dei pm avverso la scarcerazione definitiva del deputato. In particolare, il Riesame afferma l'inesistenza di alcuna prova di accordo tra il parlamentare e il carabiniere Enrico La Monica.
Il 16 maggio 2012 il plenum del CSM archivia la pratica disciplinare aperta in prima commissione nei confronti di Alfonso Papa per i fatti relativi alla cosiddetta vicenda P4 dopo essere stato sospeso in via cautelare da funzioni e stipendio.
Il 22 dicembre 2016 il Tribunale di Napoli condanna Alfonso Papa a 4 anni e 6 mesi di reclusione e 5 anni di interdizione dai pubblici uffici per le accuse di induzione indebita e istigazione alla corruzione. Il Tribunale dichiara invece prescritta l'accusa di rivelazione di segreto d'ufficio e assolve Papa dall'accusa di favoreggiamento.
Il 26 settembre 2019 la Corte d'Appello di Napoli dichiara di non doversi procedere nei confronti di Alfonso Papa per intervenuta prescrizione dei reati in ordine ai quali Papa era stato condannato in primo grado. Nel dare la notizia agenzie e giornali non parlano di "prescrizione" ma invece di "assoluzione", costringendo la Corte d'Appello di Napoli ad una smentita.

### Concussione per induzione
A luglio 2014 viene arrestato in merito all'inchiesta della procura di Napoli, che ha fatto finire ai domiciliari anche il padre, Giovanni Papa, relativa a presunti favori, in cambio di denaro e altre utilità, agli imprenditori Angelo e Roberto Grillo, ritenuti vicini al clan camorristico dei Belforte. Ad Alfonso Papa e al padre Giovanni sono stati contestati più episodi di concussione per induzione.
Il 9 settembre 2015 Papa viene rinviato a giudizio per le accuse di concussione, tentativo di concussione e induzione a rendere false dichiarazioni all'autorità giudiziaria.
Il 15 ottobre 2021 viene condannato dal Tribunale di Napoli a quattro anni e sei mesi per avere favorito imprenditori vicini alla camorra. Condannato anche il padre, Giovanni Papa, a due anni e otto mesi.